# 金白一
金 白一（キム・ベギル、김백일、1917年1月30日 - 1951年3月28日）は、大韓民国の軍人。本名はキム・チャンギュ（漢字表記は金燦圭、金燦奎、金澯圭など）。創氏改名時の日本名は金澤俊男。朝鮮戦争では韓国陸軍第一軍団長。太極武功勲章授与者。息子に咸鏡北道知事で以北五道委員会委員長（2013年現在）の金東明（キム・ドンミョン）。

## 人物
1917年1月30日、移住先の中華民国吉林省延吉県で金昌根の次男として生まれる。父が早くに亡くなったため祖父の金永学に育てられる。金永学は延辺僑民会幹部を務める独立運動家で、3・1独立運動に呼応し延吉県にて独立宣言祝賀会を開催、1990年に建国勲章愛国章を受章している。現地の小学校を出た後、同じく現地の恩眞中学校に入学するも、1年で京城の普成中学校に転校。同級生に金光玉（海軍中将）。在学中は美術に熱心だったという。卒業後、再度吉林に戻り、吉林高級中学卒業。「日本がいつかは崩壊するので、その日に備え、我々の力を育てておかねばならない」という祖父の勧めで1936年、奉天の中央陸軍訓練処に入学。1937年9月、卒業（第5期）。卒業席次は2番か3番だった。同期に丁一権（韓国陸軍大将、国務総理）、申鉉俊（韓国海兵隊中将）など。見習軍官を経て、同年12月、満州国軍歩兵少尉に任官し、第3軍管区歩兵第15団に配属された。1938年12月頃、姜在浩、申鉉俊、宋錫夏、馬東嶽と共に間島特設隊創設要員となり、終戦まで間島特設隊に服務した。匪賊討伐にしばしば功績があり中隊長をつとめた。最終階級は上尉。
終戦後は先代の故郷の咸鏡北道に戻ったが、共産ゲリラ討伐を行なっていた過去から身の危険を感じ、白善燁が南下する相談に訪れた際に自らもソウルに行くことを決め、崔楠根らとともに3人で1945年12月24日に平壌を出発、12月27日に38度線を越えた。この時、アメリカ軍支配地域に向かっている途上で「赤に対抗する『白』」と「統一の『一』」から「白一」を思いついた。
ソウルに到着したが金白一が病気で入院したために路銀も無くなりつつあり、先に南下していた丁一権や白善燁の弟である白仁燁らの勧めから、1946年2月26日付けにて軍事英語学校履修扱いで南朝鮮国防警備隊に入隊し、中尉任官。軍番55番。この時の入隊届けの姓名欄に金白一と書き込み、以後、金白一と名乗った。
任官すると直ちに裡里にて第3連隊（全羅北道を担当）の創設に従事、初代連隊長となり中領。しかし1946年10月に金白一が結婚式を挙げたさいに、これが部隊の左派分子に利用され「軍の補給品を処分して豪華な結婚式をあげた」と連隊長排斥事件が起こった。この噂に不満を煽られた下士官兵が憤激し金白一が糾弾される騒ぎになったが、部隊の経理に問題はなく結婚式の費用の出所も明らかにされた。結果この騒ぎが原因で副連隊長に降格され宋虎聲少佐が第二代連隊長となった。1946年12月に宋虎聲少佐が転出すると、第三代の連隊長として復職した。1947年10月、警備士校校長。1948年7月、特別部隊司令官。
1948年10月19日に麗水・順天事件が起こると、第5旅団長代理として鎮圧作戦に従事。この麗水・順天事件では、その鎮圧・掃討において、民間人を含む多数の虐殺事件が起こっているが、それがもっともひどかった責任者の一人とみられている。1949年1月15日、第6旅団長。1949年6月5日、甕津地区戦闘司令官。1949年7月1日、歩兵学校初代校長。1949年9月28日、智異山地区戦闘司令官。智異山でのゲリラ掃討に功績を挙げ、1950年1月15日、第3師団長。1950年4月22日、陸軍本部行政参謀副長。
朝鮮戦争が開戦すると、アメリカに留学中であった丁一権の代理として作戦参謀副長を兼務し、開戦直後の陸軍本部を実質的に指導した。1950年7月、咸昌地区戦闘司令官。第一軍団再編により副軍団長、ついで軍団長。釜山橋頭堡の戦いでは東正面の防御を担当。1950年10月1日、国連軍の攻勢では東海岸を北上し韓国軍で初めて38度線を突破した。中共介入により戦線が南北に移動する中、国連軍の平壌放棄が確実になると、北から南に移動する大量の難民が発生した。1950年12月には約10万人の難民を、乗船を渋るアメリカ第10軍団長エドワード・ アーモンドを金白一が強硬に説得することでアメリカ海軍の輸送艦に収容し、東海岸から巨済島まで海路避難させた興南撤収作戦を行った。
1951年3月27日、中共軍の4月攻勢に備えるために驪州（ヨジュ）の第8軍前進指揮所でマシュー・リッジウェイが各軍の軍団長と師団長を招集して行われた会議に出席した帰路、寧越（ヨンウォル）の陸軍本部前進指揮所で丁一権と過ごした。翌日の3月28日、江陵（カンヌン）に向かう際、悪天候のなか連絡機のパイロットが渋るのを拳銃に手をかけてまで離陸を強行させ、連絡機は太白山脈の大関嶺付近の山腹に激突、死亡した。遺体はおよそ2ヶ月後の5月9日に機体とともに発見された。死後中将に追叙。太極武功勲章授与。

## 評価

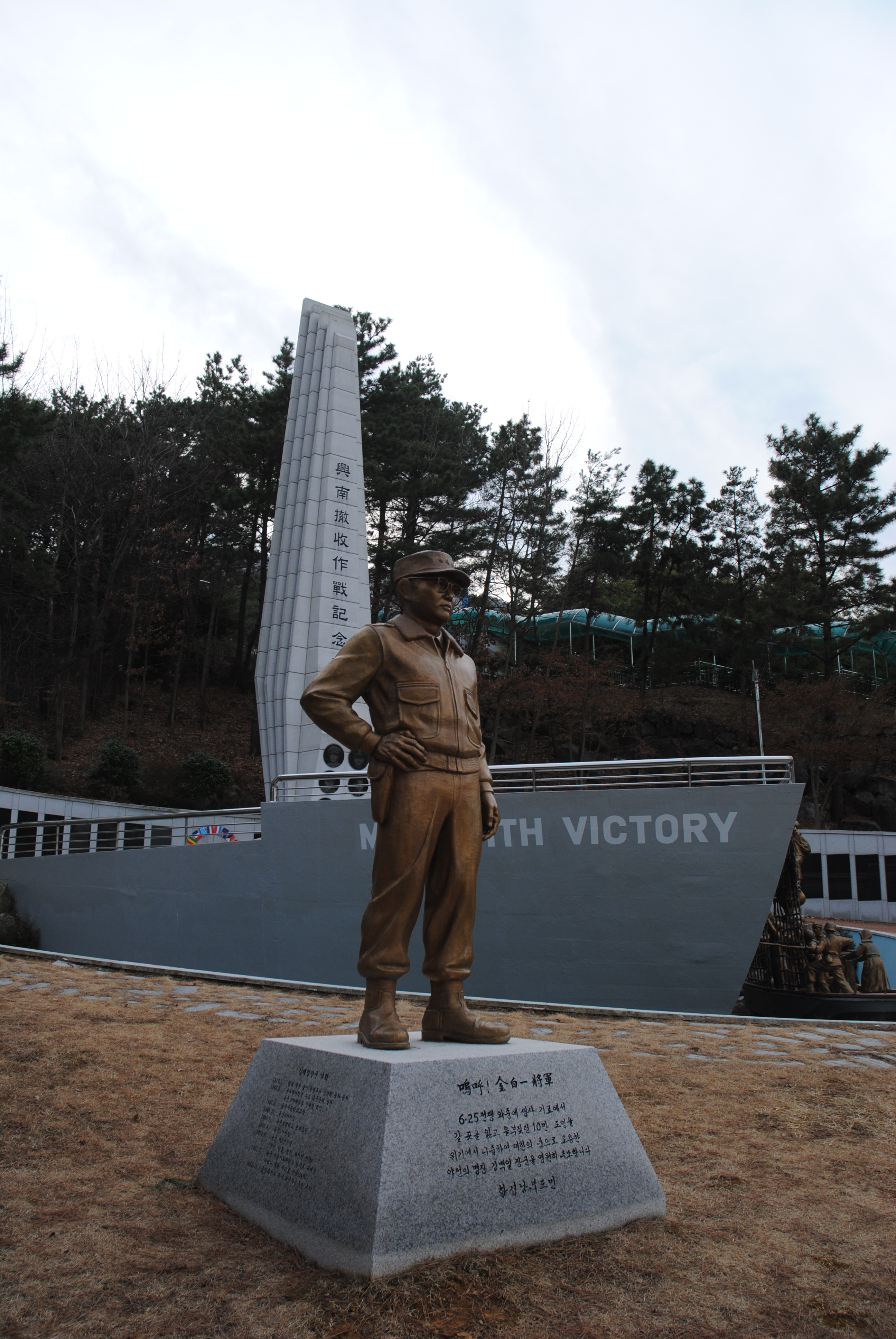
巨済島捕虜収容所公園に建てられた金白一の銅像

第一軍団の後任に就いた白善燁によれば気性の激しい豪快な人であったが、女性にもてる面白い人でもあったという。その激しい気性で、第一軍団長時にも隷下の金錫源などと折り合いが悪かった。しかし戦場では抜群の指揮能力を持ち、決断力に富む指揮官であり、特に対ゲリラ戦の名手と謳われた。
金白一によると対ゲリラ戦の秘訣は足にあり、金自身の脚力も大したものであったという。また部隊の最小単位である小銃分隊の定員9～10人は対ゲリラ戦では多く、4～5名の組が良いというのが持論であった。まともにぶつかればゲリラは大した敵ではないので4～5名の組で対応できるし、指揮も軽快になり、単位数が増えるから広い地域もカバーできるからであった。
麗水・順天事件の虐殺事件を、金白一がかつて満州国で日本軍の下で共産匪討伐に携わっていた経歴と結び付けて、かつて満州国では投降した匪賊の殺害が厳重処分の名で横行していたため、日本軍のやり方を踏襲したものとみる向きもある。
死後は国立ソウル顕忠院に埋葬され、1966年6月10日には全羅南道長城郡にある陸軍歩兵学校に像が建てられた。
約10万人の難民を海路避難させた興南撤収作戦の事績は韓国国内で高く評価されているが、2008年に民族問題研究所で親日人名辞書に収録する為に整理した親日人名辞書収録予定者の軍の部門に記載され、2009年に親日反民族行為真相糾明委員会の選定した親日反民族行為者リストに記載された。
2011年5月27日に興南撤収作戦を記念して巨済島捕虜収容所公園に銅像が建てられた。しかし満州国軍で間島特設隊に勤務していたことから銅像の撤去運動が行われ、銅像には卵を投げつけられたり、黒い布を被せてチェーンを巻きつけるなどのパフォーマンスが行われた。

## 学歴
- 満州 ウンジン中学校修了
- ソウル 普成中学校（朝鮮語版）修了
- 満州 吉林中学校卒業
- 満州 奉天軍官学校 5期
- 大韓民国 軍事英語学校 第1期

## 叙勲
- 太極武功勲章
- レジオン・オブ・メリット - 1951年8月9日[11]